# 田中伊式
田中伊式（たなか いしき、1954年6月9日 - ）は、元NHKアナウンサー、現在はNHK放送文化研究所主任研究員。

## 人物
1980年、東京外国語大学ロシア語科を卒業後、NHKに入局。初任地の室蘭を皮切りに、岐阜、東京アナウンス室、仙台、松山などで勤務する。2010年からNHK放送文化研究所主任研究員として日本語研究に携わる。2016年9月、早稲田大学大学院大学院日本語教育研究科修士課程に入学し、2018年9月、同大学院を修了。

## 過去の担当番組
- イブニングネットワークみやぎ